# 马里卡纳矿工罢工
马里卡纳大屠杀指2012年8月10日开始的南非西北省马瑞卡纳矿区矿工们为增加工资而发起的罢工。事发地点位于距离南非约翰内斯堡西北约100公里的隆明公司（Lonmin plc）铂金矿，罢工开始后该铂金矿两个不同工会支持者因为工资问题发生冲突，已造成包括2名警察2名保安在内的10人死亡。对工会不抱希望的工人们也不再听从工会指挥，随后数千工人拿着长矛和砍刀占据了一个山头，要求增加工资，抗议活动逐渐演变成暴力冲突。8月16日下午南非警方向手持刀械的矿工射击，造成大量人员死亡。南非警察局局长17日中午宣布，共有34名矿工死亡，另有78人受伤，同时声称警察枪击34名矿工是出于自卫。